# Waldbach
Waldbach var en kommun i distriktet Hartberg-Fürstenfeld i förbundslandet Steiermark i Österrike. Den bestod av fyra orter (Ortschaften) (inom parentes invånarantal 1 januari 2024):
- Arzberg (381)
- Breitenbrunn (76)
- Rieglerviertel (70)
- Schrimpf (84)

Kommunen blev den 1 januari 2015 en del av den nybildade kommunen Waldbach-Mönichwald.